# Gmina Jabłoń
Die Gmina Jabłoń ist eine Landgemeinde im Powiat Parczewski der Woiwodschaft Lublin in Polen. Ihr Sitz ist das gleichnamige Dorf mit etwa 1250 Einwohnern.

## Gliederung
Zur Landgemeinde Jabłoń gehören folgende Ortschaften mit einem Schulzenamt:
Dawidy
Gęś
Holendernia
Jabłoń
Kalinka
Kolano
Kolano-Kolonia
Kudry
Łubno
Paszenki
Puchowa Góra
Wantopol
Ein weiterer Ort der Gemeinde ist Jabłoń (leśniczówka).